# Oblast du Daghestan
1860–1921
Entités précédentes :
- Gouvernement de Derbent

Entités suivantes :
- RSSA du Daghestan

L'oblast du Daghestan (Дагестанская область) est un ancien territoire administratif de l'Empire russe formé en 1860 au nord-est du Caucase, au nord du Grand Caucase et délimité à l'est par la mer Caspienne et au nord par l'oblast du Terek. Son chef-lieu était Temir-Khan-Choura (aujourd'hui Bouïnaksk au Daghestan).

## Population
La population était constituée de Lezguiens, de Koumyks, de Tchétchènes, de Tatars, etc. Les populations montagnardes du Caucase constituaient 82,6 % des habitants, les Tatars 12,6 %, les Juifs des montagnes 1,6 % et les Russes 0,9 %. La population était à 95 % musulmane.

## Divisions administratives
Au début du XXe siècle, l'oblast était divisé en neuf okrougs :
1. l'okroug des Avars (chef-lieu Khounzakh) 37 639 habitants en 1897 ;
2. l'okroug d'Andi (chef-lieu Botlikh) 49 628 habitants en 1897 ;
3. l'okroug de Gounib (chef-lieu Gounib) 55 899 habitants en 1897 ;
4. l'okroug des Darguines (chef-lieu Levachi) 80 943 habitants en 1897 ;
5. l'okroug des Kazi-Koumyks (chef-lieu Koumoukh) 45 363 habitans en 1897 ;
6. l'okroug des Kaïtago-Tabassaranes (chef-lieu Madjalis) 91 021 habitants en 1897 ;
7. l'okroug de Kiourine (chef-lieu Kassoumkent) 77 680 habitants en 1897 ;
8. l'okroug de Samour (chef-lieu Akhty) 35 633 habitants en 1897 et
9. l'okroug de Temir-Khan-Choura (chef-lieu Temir-Khan-Choura) 97 348 habitants en 1897.

Ce découpage administratif perdure, jusqu'à la suppression de l'oblast en 1921.

## Gouverneurs
- Prince Levan Melikov 1860-1880, chef de l'oblast
- Prince Nikolaï Tchavtchavadzé 1880-1896, gouverneur militaire
- Prince Alexandre Bariatinski 1896-1901, gouverneur militaire
- Général Eugraphe Tikhanov 1901-1908, gouverneur militaire
- Général Sigismund Volski 1908-1917, gouverneur militaire